# Марухян Востанік Завенович
Востанік Завенович Марухян (вірм. Ոստանիկ Մարուխյան, 4 березня 1946, Єреван) — ректор Національного політехнічного університету Вірменії (2006-2011, з 2015), вірменський політичний і громадський діяч, професор.

## Біографічні відомості
Народився 4 березня 1946 року в Єревані.
- 1969 — закінчив Єреванський політехнічний інститут. Інженер-теплоенергетик. Кандидат технічних наук, професор. Дійсний член інженерної академії Вірменії.
- 1969—1975 — був асистентом кафедри теплоелектростанцій ЄрПІ, а в 1975—1987 — старший викладач.
- 1983—1987 — заступник декана енергетичного факультету ЄрПІ, у 1987—1997 — доцент кафедри теплоенергетики Державного інженерного університету Вірменії, у 1987—1990 — декан.
- 1990—1992 — працював начальником управління Державного інженерного університету Вірменії, у 1992—1993 — проректор з навчально-методичної роботи, у 1993—1999 — заступник голови з навчально-методичної роботи.
- 1999 — перший заступник міністра освіти і науки, а в 1999—2003 — проректор з навчально-методичної роботи Державного інженерного університету Вірменії. Нині на громадських засадах завідувач кафедри інженерного захисту навколишнього середовища.
- 2003—2007 — обраний депутатом парламенту. Член постійної комісії з державно-правових питань. Член партії «АРФД».
- 2006—2011, з 2015 — ректор Національного політехнічного університету Вірменії.